# Викса
Викса (на руски: Выкса) е град в Русия, административен център на Виксунски район, Нижегородска област. Населението на града към 1 януари 2018 година е 53 219 души.